# 六柿图
《六柿图》是中国南宋画僧牧溪所作的一幅静物水墨画，现藏于日本京都大德寺龙光院。其朴素空灵的画风和大面积的留白被认为是牧溪禅画的代表之作。